# آرنسگرویت
آرنسگرویت (به آلمانی: Arnsgereuth) یک منطقهٔ مسکونی در آلمان است که در زالفلد واقع شده‌است. آرنسگرویت ۲۵۳ نفر جمعیت دارد.